# Cesta do ráje (film)
Cesta do ráje (v anglickém originále Paradise Road) je australský dramatický film z roku 1997. Režisérem filmu je Bruce Beresford. Hlavní role ve filmu ztvárnili Glenn Close, Frances McDormandová, Pauline Collins, Julianna Margulies a Cate Blanchettová.

## Obsazení
| Glenn Close          | Adrienne Pargiter       |
| Frances McDormandová | Dr. Verstak             |
| Pauline Collins      | Daisy Drummond          |
| Julianna Margulies   | Topsy Merritt           |
| Cate Blanchettová    | Susan Macarthy          |
| Jennifer Ehle        | Rosemary Leighton-Jones |
| Wendy Hughes         | paní Dickson            |
| Johanna ter Steege   | sestra Wilhelmina       |